# Sab (novela)
Sab es una novela escrita por Gertrudis Gómez de Avellaneda, escritora y poetisa española nacida en Cuba, en 1841 durante el Romanticismo, con tendencias realistas. La obra trata la situación de las luchas independentistas contra la esclavitud que se daba en la Cuba del siglo XIX, que en el tiempo de la novela poseía aproximadamente 400.000 esclavos, pero toda esa temática se desarrolla en medio de la historia de los personajes Carlota y Sab, quienes encarnan la representación del amor entre un esclavo mulato y una hija de raza blanca. El título de “Sab” hace referencia al nombre del esclavo en el que la obra se enfoca, sin embargo, su nombre real era Bernabé; su madre es quien siempre lo llamó Sab, por lo que los demás personajes lo conocían por ese nombre. Con esta novela, Gómez de Avellaneda intenta romper con los valores establecidos y sobre todo subrayar el poder del amor, que no conoce otros límites que los del propio corazón humano.

## Contexto histórico
Los siglos XVI, XVII y XVIII fueron para Cuba, períodos significativos en cuanto al surgimiento de diferencias entre nativos o criollos y peninsulares. Cuando los corsarios y piratas atacaban las costas de la isla, sembrando el terror entre sus pobladores, los criollos tuvieron la necesidad de unirse para hacerles frente. De igual modo, se vieron obligados a organizarse a fin de llevar a cabo el denominado comercio de rescate o de contrabando, único modo de poder obtener los productos que necesitaban y que les era imposible adquirir debido al monopolio comercial que España ejercía sobre Cuba a través de la Casa de Contratación de Sevilla.

A comienzos del siglo XVIII, España estableció en la isla el estanco del tabaco, una injusta medida que obligó a los vegueros a mostrar su unión y declararse en rebeldía. A fines de ese mismo siglo, cuando los ingleses atacaron y tomaron La Habana, los criollos encabezados por Pepe Antonio, héroe de la resistencia popular contra los ingleses en 1762, la defendieron valientemente. Todo esto fue creando y fortaleciendo cada día más las diferencias entre criollos y peninsulares hasta tal punto que, ya al finalizar el siglo XVIII, éstas eran bien definidas.

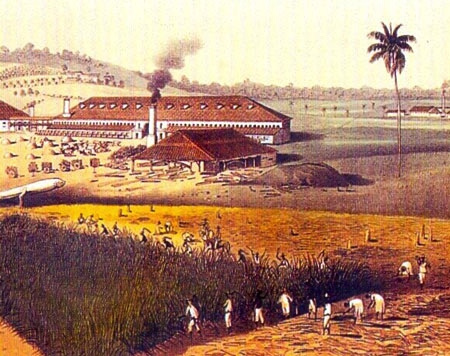
Los esclavos en el en Cuba.

Es en este marco, en el que Gertrudis Gómez de Avellaneda desarrolla fundamentalmente su obra literaria. Como forma de expresión que refleja la problemática de la esclavitud en Cuba, Sab permite profundizar en el conocimiento y comprensión de esta etapa en el país insular.

## Estructura

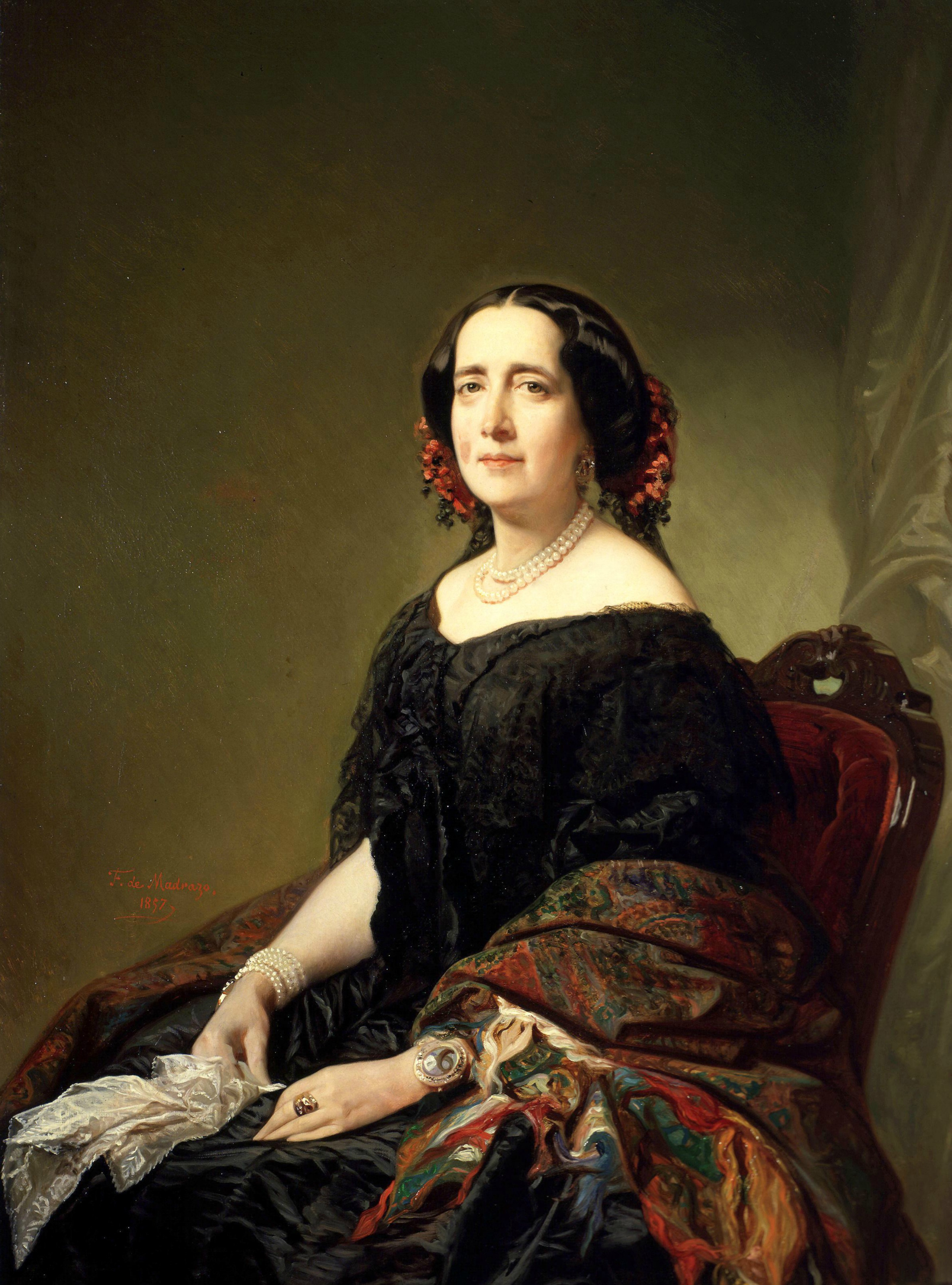
Gertrudis Gómez de Avellaneda, por Federico Madrazo. 1857. (Museo Lázaro Galdiano, Madrid).

En Sab se encuentran descripciones, enumeraciones, diálogos, forma epistolar y monólogos dramáticos. Está narrada en tercera persona y el ritmo es variado. El tiempo en el que se desarrollan los acontecimientos tienden a ser vertiginosos o pausados. Está organizada en 17 fragmentos narrativos que son los capítulos: 11 en la primera parte y 6 en la segunda, contando la conclusión y el epílogo. Cada capítulo lleva al inicio un lema que dispone el ánimo del lector para el tono del episodio. Los personajes están tratados de acuerdo a la visión romántica de la época. El encadenamiento de todos los hechos que forman el argumento da el significado final a la obra, su mensaje o ideología, que es la denuncia al régimen esclavista. El ambiente donde se desarrolla la trama tiene lugar en la antigua jurisdicción de Puerto Príncipe, a fines de la segunda década del siglo XIX. Los escenarios, inspirados sin duda en el mundo que conoció la autora en su infancia y adolescencia, surgen embellecidos por su imaginación y por la distancia y el tiempo que la separaban de él en el momento de la creación literaria.
Sab despliega toda una denuncia en contra del sistema esclavista cubano y sus implicaciones a nivel social, pero la desarrolla por medio de una historia de amor no correspondido; Sab – quien es un esclavo mulato – se enamora de la hija de su amo, Carlota, quien es el personaje femenino principal, y que desconoce los sentimientos del esclavo; Carlota, por otro lado, se fija en un avariento comerciante – Enrique Otway – que solo pretende casarse con ella por su dote y por el prestigio que tiene su familia. Toda la historia se desarrolla en medio de la relación de estos dos personajes, quienes planean casarse y entablar relaciones comerciales, sin embargo, los eventos que ocurren después harán que Carlota se arrepienta de tal compromiso.
También se desarrollan varios subtemas paulatinamente, entre los que se destacan: la esclavitud, la raza, lo indígena, lo legendario, las costumbres y la naturaleza, que vienen a constituir en sí mismos aspectos favoritos de la novela romántica en general. La autora usa vocablos, formas sintácticas y figuras propias del romanticismo, y el vocabulario en general está invadido de americanismos y cubanismos.

## Recepción crítica

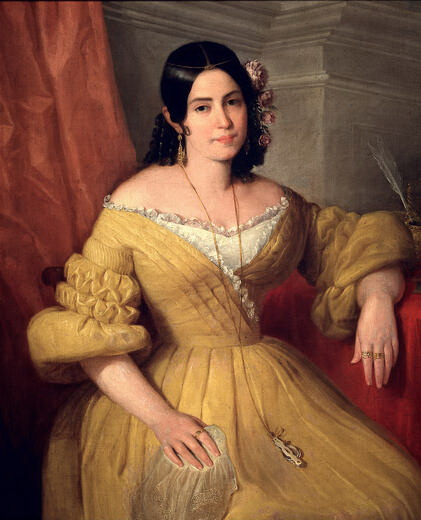
Gertrudis Gómez de Avellaneda

Sab es una de las principales figuras de la literatura cubana del siglo XIX. En ella, Gertrudis Gómez de Avellaneda da a conocer sus dotes como escritora, pero además brinda una novela antiesclavista por excelencia que refleja el sistema social de la época. La novela es notable por la pintura del paisaje, y porque lleva implícita una denuncia a varias problemáticas que han sido estudiadas por distintos críticos literarios; el estigma de la sociedad colonial hacia el esclavo negro y la represión de la mujer en una sociedad patriarcal.
Sab fue escrita para el tiempo en que en España terminaba la primera guerra carlista (1834 - 1838). Durante esa época, Gómez de Avellaneda dejaba La Coruña e iba a residir en Sevilla. Por otro lado, Gran Bretaña declaró abolida la esclavitud en sus colonias y a través de su ministro de relaciones exteriores, Lord Palmerston se ejerció cierta presión a España para que pusiera término a la introducción de esclavos en Cuba, paso preparatorio para la deseada abolición total del régimen esclavista.
Gómez de Avellaneda ha sido comparada con grandes escritoras, como lo fueron George Eliot o George Sand. Sin embargo, cabe resaltar que específicamente Sab no es una novela que tenga la misma particularidad del trabajo literario de dichas autoras. En realidad ninguna de sus obras lo es. Gertrudis Gómez de Avellaneda, no plantea los problemas trascendentales del hombre en el plano intelectual, sino en situaciones cotidianas que a su vez entran en un plano dramático y novelesco. De manera audaz, hace actuar a sus personajes, tomar decisiones, expresar sentimientos e incluso desarrollar reflexiones en cuanto a su contexto. Cuando más cerca se haya de representar cierta intelectualización, es cuando hace uso del comentario, cuando se permite emitir un juicio sobre los hechos que relata.
Las características del personaje Sab le granjearon una importante percepción, y es que a diferencia del “esclavo común”, este tiene la particularidad de ser instruido, de espíritu refinado y de virtudes supuestamente blancas. Es también innovador que Gómez de Avellaneda, proviniendo de una familia esclavista, educada en un ambiente donde lo normal era ver al negro en servidumbre, pinte un esclavo con todas las cualidades de un hombre superior, en contraste con un blanco egoísta, calculador y ruin, aunque por diversas razones no llevará las ideas a sus conclusiones lógicas. Ahora bien, es innegable pensar que la poetisa logró reflejar en su obra, de un modo más o menos consciente, el momento histórico, propicio a las ideas de reivindicación de las razas oprimidas. Sab fue la primera novela antiesclavista que se publicó en lengua española.

### La crítica social enSab
Sab es una novela atípica que rechaza numerosas ideas establecidas de la época con respecto a las mujeres, la religión, la esclavitud, y el dinero. Las clases sociales en Cuba están representadas a través de estereotipos: la familia Otway viajó a Cuba solo por el interés económico, mientras que la familia de Bellavista, oriunda de la isla, tiene una relación con el dinero más natural, a través de las plantaciones del azúcar.
Además, explora los papeles del género, la raza y el dinero como factores decisivos en los destinos del hombre del siglo diecinueve. Los dos destinos predominantes para las mujeres de la época son representados por Carlota y Teresa. La protagonista, solo puede esperar a casarse con un hombre rico. Por otro lado, Teresa al no fijarse en ella los hombres, terminará en un convento. Sab, el mulato propiedad de la familia de Carlota, retrata el destino del esclavo, especialmente en cuanto a su uso como medio para lograr un fin. Enrique Otway, personifica los intereses capitalistas en Cuba y la explotación de la naturaleza para el beneficio económico.

### El capitalismo mercantil-esclavista enSab
El sistema económico en Cuba en el siglo XIX tiene un papel fundamental en las vidas de los personajes de la novela. La suma de dinero que cada personaje tiene afecta sus propias acciones y da limitaciones a lo que puede hacer o no hacer. Al final de su novela, Gómez de Avellaneda ofrece críticas de cómo funciona esta sociedad cuando deja el lector vislumbrar las vidas de los personajes, cuando termina el libro. 
La autora creció en una familia con dinero, por lo cual se puede inferir que en Sab está criticando su propia clase social. Utiliza los personajes de Enrique y Jorge Otway, comerciantes que están demasiado preocupados por el dinero, para mostrar cuán desagradable son las personas que poseen un deseo obsesivo por acumular riquezas. Estas figuras se presentan al lector con un claro rechazo a la "atmósfera mercantil y especuladora". 
Las distintas clases socioeconómicas, a veces predeterminadas por raza, delimita casi todo lo que los personajes hacen, desde dónde y cómo trabajan hasta con quién se pueden casar. Y eso funciona eliminando las relaciones verdaderas entre los personajes. No ven a cada persona de la misma manera, hacen suposiciones y tratan de forma distinta, basándose en la cantidad de dinero y la posición social que posee cada individuo.
En el siglo XIX, el azúcar fue una cosecha bastante provechosa en Cuba, por ser en aquel momento el país con mayor producción y exportación de este producto. Por tal motivo, los Otway están tan interesados en contraer matrimonio con la familia de Carlota, una rica heredera. Su padre, Don Carlos de Bellavista, es un aristócrata azucarero con toda una plantación, y es por eso que suponen que la familia tiene mucho dinero; y no se equivocan. La descripción desagradable que hace Gómez de Avellaneda de los Otway, permite suponer que los comerciantes son gente antipática y llena de avidez:

Un comerciante, Enrique, ya te lo he dicho cien veces, se casa con una mujer lo mismo que se asocia con un compañero, por especulación, por conveniencia. La hermosura, el talento que un hombre de nuestra clase busca en la mujer con quien ha de casarse son la riqueza y la economía
Jorge Otway

Los Otway representan ese tipo de personas que no están satisfechas con su propia posición económica y que anhelan subir en la escala social. Enrique, no está inicialmente interesado en lo bueno que hay en Carlota, no le importa que le quiera, solo fija su atención en la herencia y la dote. La dote, que es el dinero que aporta la mujer a su marido cuando se casa, es un ejemplo específico de la conexión entre el matrimonio y el sistema económico. 

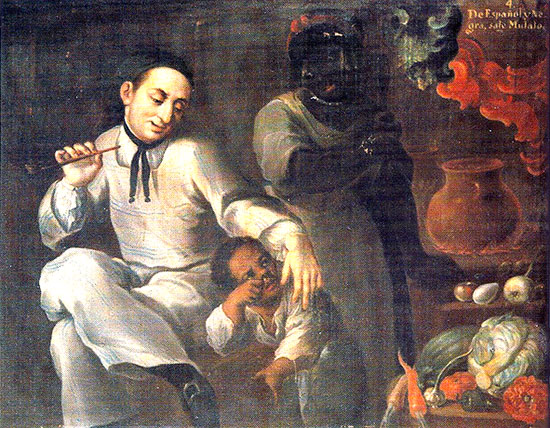
De Español y Negra, produce Mulato, de la serie "CASTAS" del pintor José Joaquín Magón. c.1751-1800. Lienzo 115 X 91 cm. Museo Nacional de Antropología, Madrid.

Los avarientos comerciantes quieren conseguir a Carlota como sea para así obtener, como ya se mencionó, todo lo que viene con ella (la dote y su herencia). En efecto, Enrique demuestra sus intereses ya en la primera intervención con Sab cuando comenta: "Esta finca debe producir mucho a su dueño". A medida que la novela avanza, se revela más de esta avaricia. Caso preciso es cuando descubren que los asuntos económicos del futuro de la familia seguro no van bien, por lo que Jorge Otway pretende que mejor se rompa la relación de Enrique con Carlota, ya que no será nada provechoso. 
Enrique expresa sus pensamientos claramente sobre esto cuando dice: "El destino nos separa. Es preciso que yo sea rico, y tú no puedes hacerme rico, Carlota". En efecto, Sab, quien es la voz de razón en la novela, los llama "viles mercaderes".
El matrimonio y el sistema político son conectados intrincadamente en Sab en el sentido de que el matrimonio es más un negocio que una unión entre dos personas que se aman. A través de la relación entre Enrique Otway y Carlota Bellavista, Gómez de Avellaneda da una contundente crítica a la importancia que se le da al dinero en la sociedad. En lugar de casarse con alguien a quien se quiere, es preferible hacerlo con alguien que pueda ayudarte a subir en el estatus social, por lo cual no sería, en absoluto, un amor verdadero. 
Por otro lado, el lector sabe que Sab ama a Carlota profundamente y que la trataría mejor que Enrique, pero sin embargo no tiene la oportunidad de casarse con ella por su raza y por su falta de riquezas.
Gómez de Avellaneda, utiliza el caso de la lotería para ejemplificar perfectamente cuál es la importancia del dinero en la sociedad de Sab con respecto al matrimonio. Sab reconoce que Enrique solo quiere aprovecharse de Carlota y de su dinero, también sabe que Don Carlos ha perdido la mayoría de la herencia, por lo cual, decide que quiere dar su billete ganador de la lotería a Teresa, pero ésta la rechaza porque quiere un amor verdadero y Enrique no estaría con ella por amor si aceptara la propuesta. 
Gómez de Avellaneda, quiere mostrar que el individuo no es importante para las personas como Enrique y su padre Jorge, que solo se preocupan por el dinero. También sugiere que aunque Carlota y Sab no tengan dinero podrían amarse o, por lo menos, tener una relación distinta de la que tienen ahora. Sin embargo, aunque Sab hubiera guardado el dinero y fuera rico, tampoco podría estar con Carlota por ser un mulato. Cuando al final Sab le da el dinero en secreto, para que pueda enriquecerse y ser feliz, Enrique vuelve a desear el matrimonio. Ello demuestra el poder del dinero sobre los sentimientos mercenarios, que cambian cuando cambia el estado económico.

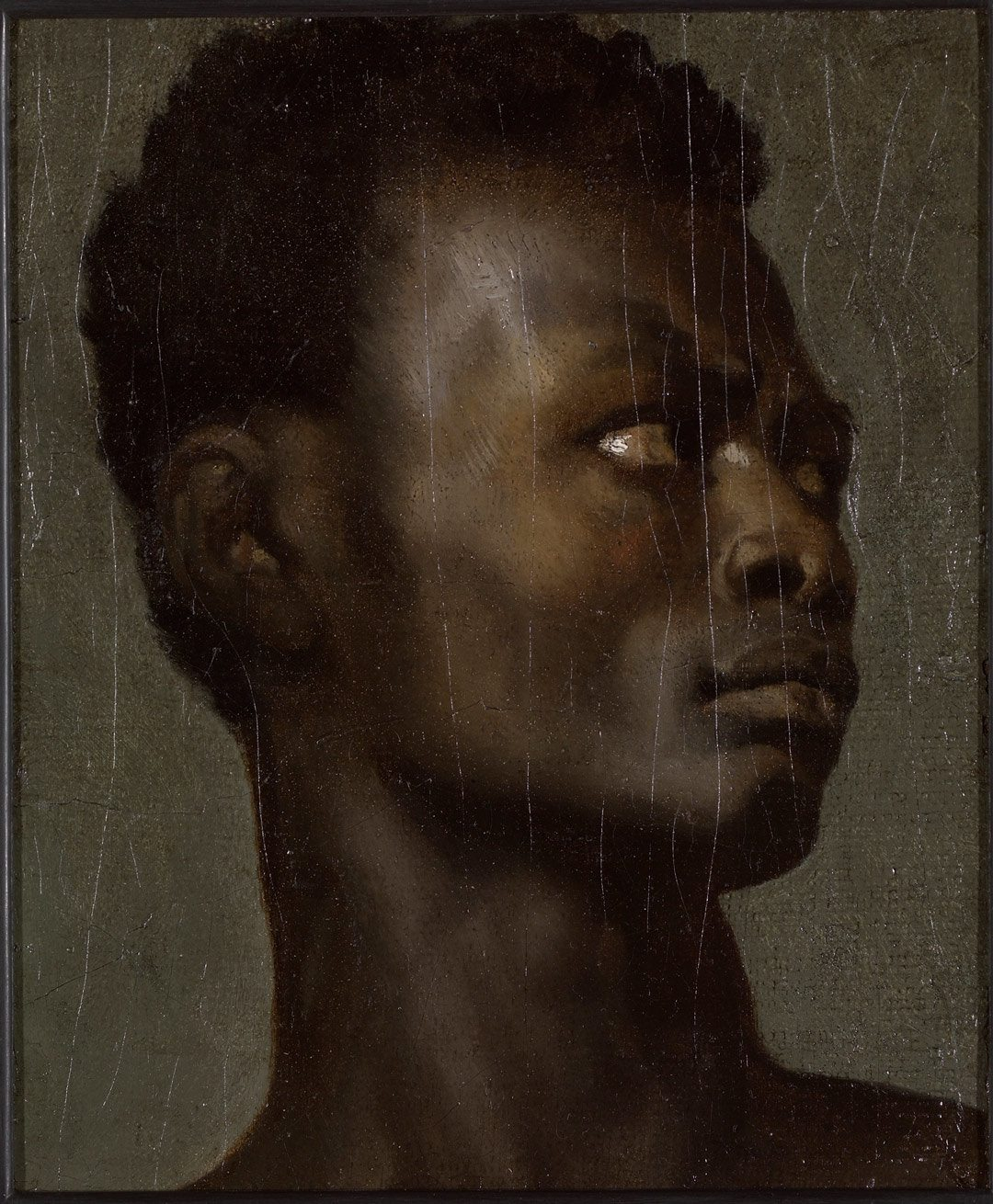
Cabeza de africano, por Paul-Jean Flandrin

Gómez de Avellaneda manifiesta así un rechazo claro de la importancia que pone la sociedad en el dinero. En lugar de atender los problemas reales del mundo, como la esclavitud y la nobleza, las clases altas solo se preocupan por sus intereses prosaicos y egoístas. Después de todo, el dinero no trae la felicidad a las almas nobles, como se ve en el caso de Carlota, a quien "los cuidados incesantes de los bienes materiales marchitaban las bellas ilusiones de su joven corazón". Teresa, quien no posee dinero y de hecho vive una vida pobre como una monja, es la más feliz de todos.